# Fuente Pirene
Pirene (en griego antiguo: Κρήνη τῆς Πειρήνης, romanizado: Krēnē tēs Peirēnēs) fue el nombre de dos fuentes de la ciudad de Corinto. Una se hallaba cerca del ágora y era llamada Inferior por estar en la ciudad baja. La otra, llamada Superior, discurría por la vertiente sur del Acrocorinto.

## Fuente Pirene Inferior
En esta Beleforonte domó al caballo Pegaso, y a su lado se levantaba un templo en honor de Sísifo, el Sisífeo. Pausanias menciona que estaba adornada con mármol blanco y junto a ella había una estatua de Apolo.

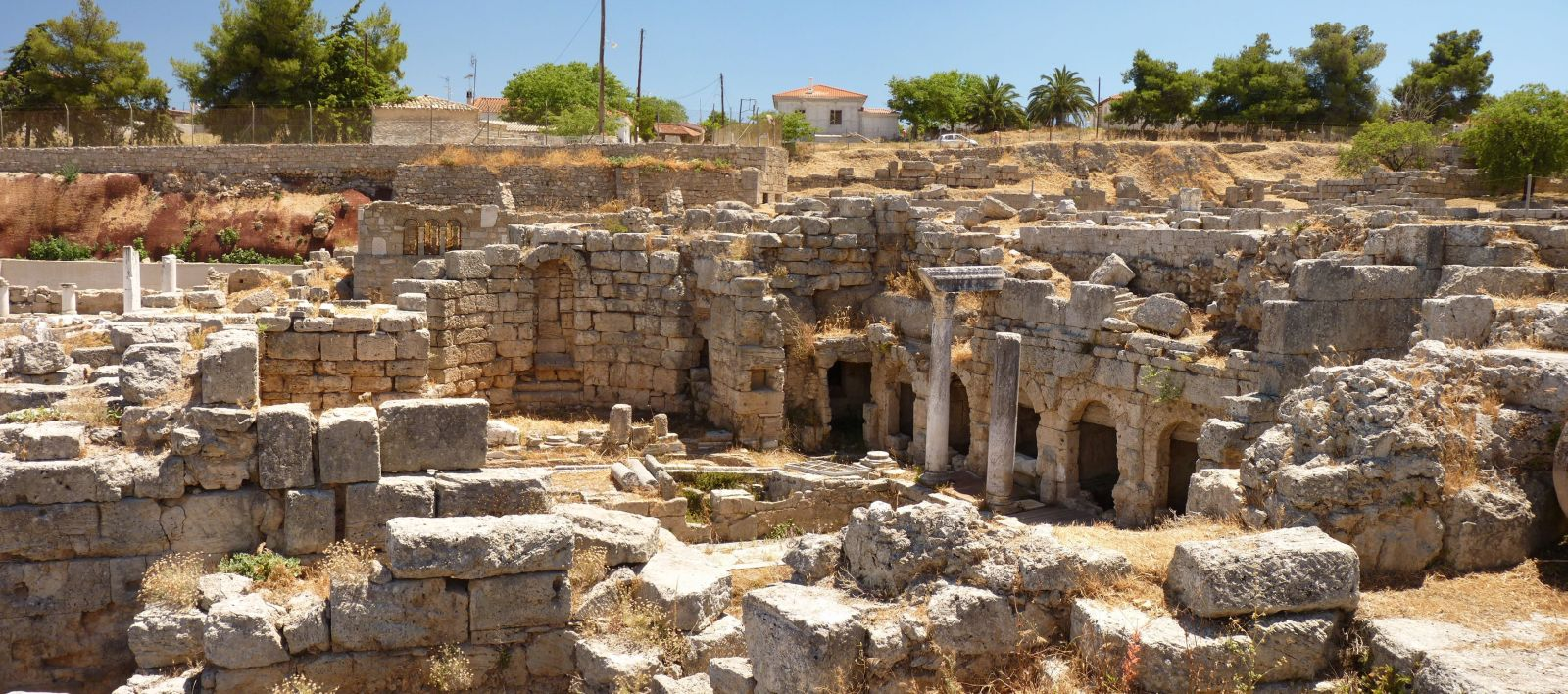
Ruinas.

Las primeras estructuras de la fuente se remontan a la época arcaica (siglo VII a. C.) y se erigieron columnas jónicas. Sufrió no menos de nueve transformaciones durante su historia. La forma actual de la fuente se construyó en época romana, en parte en el siglo I, financiado por el emperador Augusto, y en parte en el año 100, por Herodes Ático.
El edificio tenía una fachada de dos pisos con seis ventanas arqueadas. Las columnas del piso inferior eran de estilo corintio y las del superior, jónico. En una fase posterior, el patio de la fuente se cerró por tres lados con muros, un hueco semicircular y entradas en el lado norte. La estructura también se mejoró en varias fases posteriores, por ejemplo recubriéndola de mármol. En el período bizantino se construyó una pequeña iglesia en el lugar y también se utilizó como cementerio.